# Карл Штумпф
Карл Штумпф (англ. Carl Stumpf, 21 квітня 1848, Візентайд (Баварія) — 25 грудня 1936, Берлін) — німецький психолог, філософ-ідеаліст, музичний теоретик, учень Ф. Брентано та Р. Г. Лотце, засновник (разом з Ф. Брентано) європейського  напрямку функціональної психології, один з провісників феноменології та гештальтпсихології.

## Біографія
Повне ім'я: Фрідріх Карл Штумпф (Friedrich Carl Stumpf). 
Володів неабиякими музичними здібностями: грав на шести інструментах, з 10-ти років складав музику. 
В 1865—1867 рр. вивчав естетику та юриспруденцію в Вюрцбурзькому університеті, де зазнав впливу свого вчителя Франца Брентано. 
У Геттінгенському університеті (під впливом іншого свого вчителя — Г. Лотце) вивчав також фізику і філософію, а в 1869  р. захистив у цьому університеті докторську дисертацію з філософії: «Платон і теорія блага». 
В 1870—1873 рр. — приват-доцент Геттінгенського університету. 
З 1873 р. — професор кафедри філософії Вюрцбурзького університету (за рекомендаціями Брентано і Лотце).
В 1879—1884 рр. — професор університету в Празі.
в 1884—1889 рр. — професор університету в Галле. 
В 1889—1893 рр. — професор університету в Мюнхені. 
В 1894—1923 рр. — професор Університету Фрідріха-Вільгельма в Берліні, де став одним із засновників і директором Інституту експериментальної психології.
В 1907—1908 рр. обіймав посаду ректора Берлінського університету. 

## Науковий внесок
Основний напрямок наукової діяльності Карла Штумпфа  — 
психологічні проблеми сприйняття звукових тонів і пов'язані з цими проблемами питання теорії музики. 
Штумпф розглядав музику як унікальний феномен культури, і тому результатам дослідів, проведених натренованими в інтроспективному аналізі свідомості психологами (школа В. Вундта), він протиставляв свідоцтва експертів-музикантів, як такі, що заслуговують більшої довіри. 
Одним з головних понять психології звуку Штумпфа є «сплав» звуків: множинність звуків, які утворюють у свідомості слухачів єдине, цільне співзвуччя. При такому підході дисонанс розглядається як «індивідуація» звуків з цієї єдності. 
Штумпф вніс найбільший після Гельмгольца внесок у дослідження психологічної  акустики. Але, на відміну від Гельмгольца, Штумпф виступав проти «об'єктивних методів» дослідження, декларуючи таким чином ідею неможливості жорсткого розрізнення між фізичними і психічними явищами, що передбачало необхідність вивчення в області психоакустики цілісних психо-фізичних комплексів. 
К. Штумпф заклав основи концепції «двох компонент висоти музичного звуку», згідно з якою, зі зміною одного фізичного параметра звуку — частоти його коливань — одночасно змінюються два психологічних ознаки звука — його тембр і висота. 
Карл Штумпф першим в історії психології почав проводити емпіричні 
дослідження в області музичних сприйняттів (Tonpsychologie, «Психологія музичних сприйнять», т. 1—2, 1883 — 90) 
Згідно зі Штумпфом, тематична область психології (вперше названа ним «феноменологією») підрозділяється на три основні частини: 
- «феномени» — зміст почуттів чи уяви;
- «психічні функції» — сприйняття, воління, бажання і т. ін.;
- «іманентні відносини» між психічними функціями і феноменами.

У свою чергу, психічні функції, по Штумпфа, поділяються не «інтелектуальні» (сприйняття, розуміння і судження) і «емоційні» («емотивної» або «афективні»), представлені біполярними відносинами: «радість — печаль», «бажання — відкидання», «прагнення — уникнення» і т. д.) Певний емоційний відтінок можуть придбати і деякі явища, які були названі «чуттєвими відчуттями». 
Згідно зі Штумпфом, психологія є пропедевтична фундаментальна наука (Vorwissenschaft), задача якої — науковий опис і емпіричне дослідження т. зв. «первинних» і «вторинних» феноменів, а також «психічних функцій», незалежно від їх причинних відносин. При цьому, феномени не підлягають зведенню до елементарнішим елементам в силу притаманних їм структурних властивостей. Остаточне побудова психології, на думку Штумпфа, має стати основою всіх приватних наук про природу і людину. 
Штумпф вводить поняття «відчуття почуттів» (Gefühlsempfindungen) : Gefühlsempfindungen — це таке відчуття, змістом якого є почуття. Сформулював також «інтенціональну теорію емоцій», яка не втратила своєї актуальності й донині. 
Своїми дослідженнями та розробками Штумпф передбачив не тільки феноменологію Гуссерля, але й основні ідеї гештальтпсихології: учнями Штумпфа були засновники гештальтпсихології К. Коффка, М. Вертгеймер та В. Келер, який в 1921 р. змінив Штумпфа, що пішов у відставку, на посаді директора створеного ним Інституту експериментальної психології при Університеті Фрідріха-Вільгельма в Берліні.

## Науково-громадська діяльність
Штумпф вів активну науково-громадську діяльність. Він був співпрезидентом  (спільно з Теодором Ліппса) III-го Міжнародного психологічного конгресу (Мюнхен, 1896).
Штумпф заснував унікальний Архів музичних фонограм (понад 10 тисяч), серед яких було представлено дуже багато цінного матеріалу з області фольклористики, включаючи мелодії і ритми примітивних народностей. 
Карл Штумпф залишив по собі добру пам'ять також і як один із співзасновників «Товариства дитячої психології» («Gesellschaft für Kinderpsychologie»), метою якого було залучення уваги батьків та вихователів до особливостей і закономірностям психічного розвитку підростаючого покоління. 
Організував також товариство по зоопсихології, сприяв поїздці свого учня В. Келера в Африку для вивчення поведінки людиноподібних мавп. 
Протягом багатьох років Штумпф тісно спілкувався і плідно співпрацював з багатьма видатними психологами свого часу: Е. Герінгом, У. Джемсом, Г. Гельмгольцем, Г. Еббінгаузом, В. Дільтеєм та іншими.

## Основні наукові праці
- Über den psychologischen Ursprung der Raumvorstellung. Lpz., 1873.
- Tonpsychologie, 1883, Bd. 1, 1890, Bd. 2 («Психология музыкальных восприятий»).
- Leib und Seele. Lpz., 1903
- Erscheinungen und Funktionen, 1907.
- Zur Einteilung der Wissenschaften, 1907.
- Philosophische Reden und Vorträge. Lpz., 1910.
- Die Anfünge der Musik, 1911 (рус. пер. «Происхождение музыки». Л., 1927).
- Franz Brentano, Münch., 1919.
- Die Deutsche Philosophie der Gegenwart in Selbstdarstellung, vol. V. Bd 5, Lpz., 1924.
- Gefühl und Gefühlsempfindung, 1928.
- Erkenntnislehre, 1939—1940 Bd. 1-2. (в рус. пер. были изданы: «Явления и психические функции» / Новые идеи в философии. Сб. 4, СПб., 1913; «Душа и тело» / там же. Сб. 8, СПб.).